# Frenchtown-Rumbly (Maryland)
Frenchtown-Rumbly é uma Região censo-designada localizada no estado americano de Maryland.

## Demografia
Segundo o censo americano de 2000, a sua população era de 96 habitantes.

## Geografia
De acordo com o United States Census Bureau tem uma área de
21,6 km², dos quais 10,7 km² cobertos por terra e 10,9 km² cobertos por água.

## Localidades na vizinhança
O diagrama seguinte representa as localidades num raio de 20 km ao redor de Frenchtown-Rumbly.